# Franciszek Ksawery Siemianowski
Franciszek Ksawery Siemianowski (ur. 1811 w Sanoku, zm. 8 stycznia 1853 we Lwowie) – polski urzędnik, artysta malarz.

## Życiorys

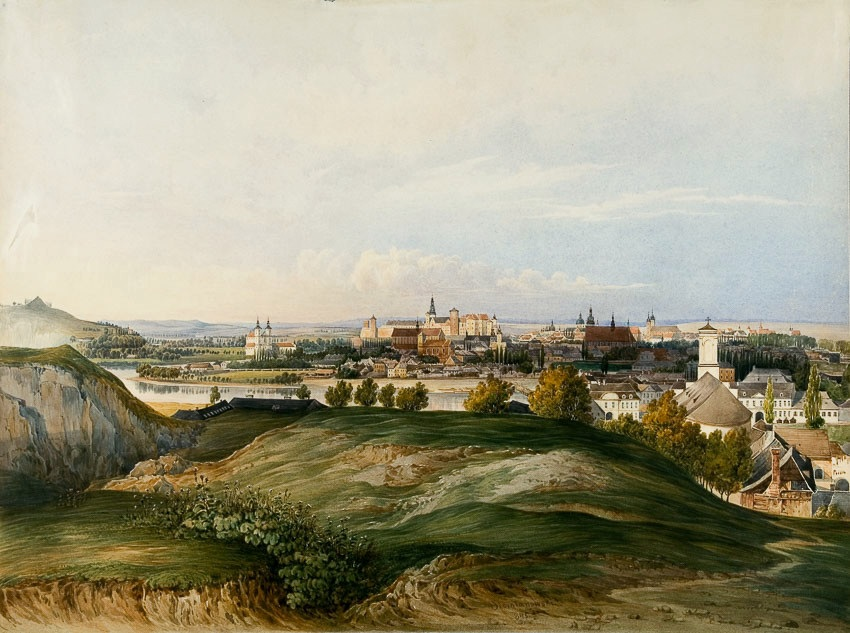
Obraz Maksymiliana Siemianowskiego z 1845 – widok Krakowa z Krzemionek Podgórskich

Pochodził z rodu Siemianowskich. Wśród jego przodków był uczestnik bitwy wiedeńskiej w 1683 oraz stryj, płk Euzebiusz Siemianowski (1765-1840, powstaniec kościuszkowski i uczestnik wojen napoleońskich, powstaniec listopadowy). Franciszek Siemianowski urodził się w 1811 w Sanoku w rodzinie ziemiańskiej jako syn Józefa (także jako Joseph von Siemianowski) i Antoniny z domu Janickiej (zm. w 1868 w Sanoku w wieku 84 lat). Ojciec był komisarzem cyrkułu (starostwa) sanockiego w latach 90. XVIII wieku i 10. XIX wieku, tuż przed śmiercią mianowany starostą obwodu sanockiego. Prawdopodobnie rodzina Siemianowskich była spokrewniona z Arturem Grottgerem. Franciszek Siemianowski miał troje rodzeństwa. Wraz z bratem Maksymilianem (ur. 1810) niemal równolegle od 1818 do 1831 uczył się w Akademii Theresianum w Wiedniu, a równocześnie pobierał prywatne lekcje nauki w kierunku artystycznym u Friedricha Gauermanna. Od ok. 1832 pracował w austriackiej służbie urzędniczej, jako praktykant konceptowy ministerstwa stanu, od 1844 jako koncypista ministerialny. W wyniku zniechęcenia wywołanego dyskryminacją przełożonych i brakiem awansu, po uzyskaniu w 1846 urlopu (pierwotnie w wymiarze dwóch miesięcy, zaś w praktyce wydłużonego do dwóch lat) wyjechał z bratem do Włoch, odbywali podróż po tym kraju o charakterze zarówno krajoznawczym jak i artystycznym. Efektem wyprawy był album zawierający prace malarskiej i rysunkowe. W 1848 powrócili do Wiednia i od tego czasu był zatrudniony w ministerstwie stanu. W 1850 został komisarzem powiatowym w Krems (Maksymilian otrzymał wówczas analogiczne stanowisko w Hallstadt). W czasie odejścia z tego stanowiska otrzymał list pochwalny podpisany przez kilka tysięcy mieszkańców, w tych kilkadziesiąt znaczących person. Zmarł we Lwowie 8 stycznia 1853 roku, pełniąc w tym czasie funkcję komisarza powiatowego w Hainburgu. Został pochowany na Cmentarzu Łyczakowskim we Lwowie.
Podobnie jak brat Maksymilian, podczas swojej kariery zawodowej i urzędniczej równolegle rozwijał działalność malarską. Tworzył akwarele. Maksymilian i Franciszek Siemianowscy przyjaźnili się z Wincentym Polem. Życie obu braci opisał Wincenty Wdowiszewski w dramacie pt. Dwaj polscy malarze (Bracia Siemianowscy) z 1881.
Franciszek Ksawery Siemianowski w testamencie zapisał całość majątku swojemu bratu, Maksymilianowi, z zastrzeżeniem przeznaczenia go na cele publiczne. W testamencie sporządzonym w 1867 Maksymilian Siemianowski (zm. 1878) wyraził wolę przekazania po swojej śmierci biblioteki i prac artystycznych na rzecz krakowskiej Akademii Umiejętności. W ostatniej woli majątek swój i brata (liczący ok. 60 tys. zł. w papierach publicznych zapisu długu państwa oraz realności wartości do 10 tys. zł.) polecił rozdysponować w czterech równych częściach na następujące fundacje: (1) na fundację dla wdów po nauczycielach szkół ludowych w Galicji polskiej i ruskiej narodowości, (2) na stypendia dla słuchaczy Uniwersytetu Lwowskiego i Krakowskiego tudzież Akademii Politechnicznej, (3) na fundację celem wyposażenia biednych dziewcząt z mniejszych miast Galicji, (4) na stypendium dla jednego lub dwóch uczniów poświęcających się sztuce malarskiej, polskiej narodowości, celem wykształcenia się za granicą; zaś egzekutorem testamentu mianował Wydział Krajowy we Lwowie. W wyniku testamentu z 18 listopada 1869 w 1886 zostały założone „Fundacja Maksymiliana i Franciszka Ksawerego Siemianowskich dla ubogich uczniów c. k. galicyjskich wszechnic i c. k. Szkoły Politechnicznej we Lwowie” oraz „Fundacja Maksymiliana i Franciszka Ksawerego Siemianowskich dla młodzieży polskiej oddającej się sztuce malarstwa i miedziorytnictwa”. Ponadto w 1886 powstały „Fundacja śp. Maksymiliana i Franciszka Ksawerego Siemianowskich dla wdów po nauczycielach ludowych”, „Fundacja posagowa śp. Maksymiliana i Franciszka Ksawerego Siemianowskich” (celem wspierania biednych moralnie się prowadzących dziewcząt, córek mieszczan wszystkich miast i miasteczek galicyjskich z wyjątkiem Lwowa i Krakowa). Decyzją z 1902 spuścizna po braciach Siemianowskich została przekazana z Akademii Umiejętności jako depozyt do Muzeum Narodowego w Krakowie. W późniejszym czasie została ulokowana w oddziale tej instytucji, a mianowicie w Muzeum im. Emeryka Hutten-Czapskiego. Po śmierci braci ich prace były wystawiane na przełomie XIX/XX na wystawach w Krakowie i we Lwowie.